# Flugunfall der Airnorth 2010
Der Flugunfall der Airnorth 2010 ereignete sich am 22. März 2010. An diesem Tag verunglückte eine Embraer EMB 120ER Brasilia der Airnorth, mit der ein Trainingsflug durchgeführt wurde, am Flughafen Darwin. Bei dem Unfall kamen die beiden an Bord befindlichen Piloten ums Leben.

## Flugzeug
Das betroffene Flugzeug vom Typ Embraer EMB 120ER Brasilia wurde im Jahr 1988 gebaut und mit dem Luftfahrzeugkennzeichen PT-SNI auf den Hersteller zugelassen. Am 14. März 1989 erhielt die Air Exel die Maschine und betrieb sie mit dem Kennzeichen G-EXEL. Im August 1993 übernahm die Flight West Airlines die Maschine und ließ sie mit dem Luftfahrzeugkennzeichen VH-XFX zu. Am 1. August 2002 übernahm die Flugzeugleasinggesellschaft Capiteq Ltd. die Maschine und ließ sie mit dem Kennzeichen VH-ANB zu. Die Airnorth übernahm die Maschine am 1. Juli 2005.  Das zweimotorige Kurzstreckenflugzeug war mit einer Druckkabine und zwei Turboproptriebwerken vom Typ Pratt & Whitney PW118A ausgerüstet. Vor dem Unfall hatte die Embraer 33.700 Starts und Landungen (cycles) bei 32.799 Betriebsstunden absolviert.

## Insassen
Da mit der Maschine ein Trainingsflug durchgeführt wurde, befand sich lediglich eine zweiköpfige Besatzung, bestehend aus einem Prüfkapitän und einem Flugkapitän, an Bord. Der Prüfkapitän, der für den Flug im Sitz des Ersten Offiziers Platz genommen hatte, sollte die fliegerische Leistung des Flugkapitäns, der auf dem Flug der Pilot Flying war, überwachen und beurteilen. Der Prüfkapitän verfügte über 5.664 Stunden Gesamtflugerfahrung, von denen er 3.085 Stunden mit der Embraer EMB-120ER Brasília absolviert hatte. Der Flugkapitän und Pilot Flying verfügte über 8.217 Stunden Flugerfahrung, wovon 3.749 Stunden auf die Embraer EMB-120ER Brasília entfielen.  

## Unfallhergang
Mit der Embraer sollte an diesem Tag ein Prüfflug durchgeführt werden, bei dem die turnusgemäße Überprüfung der Instrumentenflugfähigkeiten des zu prüfenden Flugkapitäns erfolgen sollte. Die Maschine reihte sich für den Start auf der Startbahn 29 des Flughafens Darwin bei der Ausfahrt E2 ein. Der Prüfkapitän teilte der Flugsicherung mit, dass der Start einen simulierten Triebwerksausfall und damit einen asymmetrischen Flug beinhalten wurde. Augenzeugen gaben später zu Protokoll, dass der Start normal gewirkt habe, bis die Maschine Augenblicke später nach links rollte und in dieselbe Richtung von ihrer Abflugroute abkam. Die Augenzeugen beobachteten, wie die Maschine immer weiter nach links rollte und sich die Flugzeugnase nach unten ausrichtete. Die Maschine schlug um 10:09 Uhr Ortszeit mit einem Nickwinkel von 65 Grad und einem leicht rechtsseitigen Rollwinkel auf dem Boden auf und brannte aus. Beide Piloten kamen dabei ums Leben.

## Ursache
Das Australian Transport Safety Bureau (ATSB) übernahm nach dem Unfall die Ermittlungen zur Absturzursache. Die Ermittler stellten fest, dass der verantwortliche Pilot bei der Simulation eines Ausfalls des linken Triebwerks den Flugleerlauf- anstelle des Nullschubmodus ausgewählt hatte. Aufgrund dieser Fehlbedienung wurde nicht nur ein bloßer Triebwerksausfall, sondern auch ein gleichzeitiger Ausfall des Verstellpropellers simuliert. Der verantwortliche Pilot betrieb die Maschine mit einer Geschwindigkeit und einem Rollwinkel, die ohne ein korrigierendes Eingreifen zwingend zu einem Kontrollverlust führen mussten. Darüber hinaus wurde das Flugmanöver in einer Flughöhe durchgeführt, die ohnehin ein Abfangen der Maschine aus abnormen Fluglagen kaum möglich machte und somit eine niedrige Fehlertoleranz bot. Der verantwortliche Pilot habe ferner seine Arbeitsbelastung erhöht, indem er den Schub des linken Triebwerks erhöhte und den Gierdämpfer aktivierte. Insgesamt sei er dermaßen in die Durchführung der Übung zum simulierten Triebwerksausfall vertieft gewesen, dass er nicht bemerkte, dass die Grenzwerte für die Fluggeschwindigkeit und die Kursrichtung überschritten wurden.